# Philippe Brun (musicien)
Philippe Brun (né le 29 avril 1908 à Paris et mort le 15 janvier 1994 dans la même ville,) est un trompettiste de swing jazz français.

## Biographie
Brun étudie d'abord le violon et est autodidacte à la trompette. En 1928, il joua avec Ray Starita à Londres, où il est également membre du groupe de Jack Hylton en 1930. Dans une émission radiophonique, Boris Vian parlera du lui comme le premier trompettiste « hot » de Paris. Il réalise ses premiers enregistrements en 1929. Il joue notamment avec Grégor et ses Grégoriens ; son jeu rappelle Bix Beiderbecke (Doin 'the Racoon). Il est ensuite membre de l'orchestre de Ray Ventura dans des titres tels que After You've Gone ou Melody in Brown. Il enregistre avec Ventura des disques, aussi sous son nom pour le label Swing. Il monte un grand orchestre, notamment avec Django Reinhardt et Stéphane Grappelli au piano (Riding Along the Moskowia) et enregistre quelques 78 tours pour le label Swing.
Le 14 décembre 1937, Brun prend part sur les titres Bolero et Mabel de Reinhardt, le 21 décembre sur le titre Blues. L'un de ses enregistrements les plus connus est, avec When You're Smiling, It Had to Be You enregistré le 28 décembre 1937 avec Alix Combelle, Django Reinhardt, Michel Warlop, Grappelli et Louis Vola. Brun travaille aussi avec Danny Polo (en) et Bert Ambrose. Pendant l'occupation de la France par l'Allemagne pendant la Seconde Guerre mondiale, de 1941 à 1944, Brun se réfugie en Suisse où il joue avec Glyn Paque (de), André Ekyan, Teddy Stauffer (de), Ernst Höllerhagen (de) et Eddie Brunner (de). En tant que chef d'orchestre, il enregistre entre 1937 et 1944 pour le label Pathé, Swing et Élite Spécial.
Dans les années d'après-guerre, il dirige ses propres formations. Cependant, il n'y a que quelques enregistrements sous son propre nom. En 1954, il n'enregistre que trois chansons. Plus tard, il délaisse le jazz et joue de la musique légère commerciale.
Il est l'époux d'Annie Fratellini.